# Museu Nacional de Arte, Arquitetura e Design

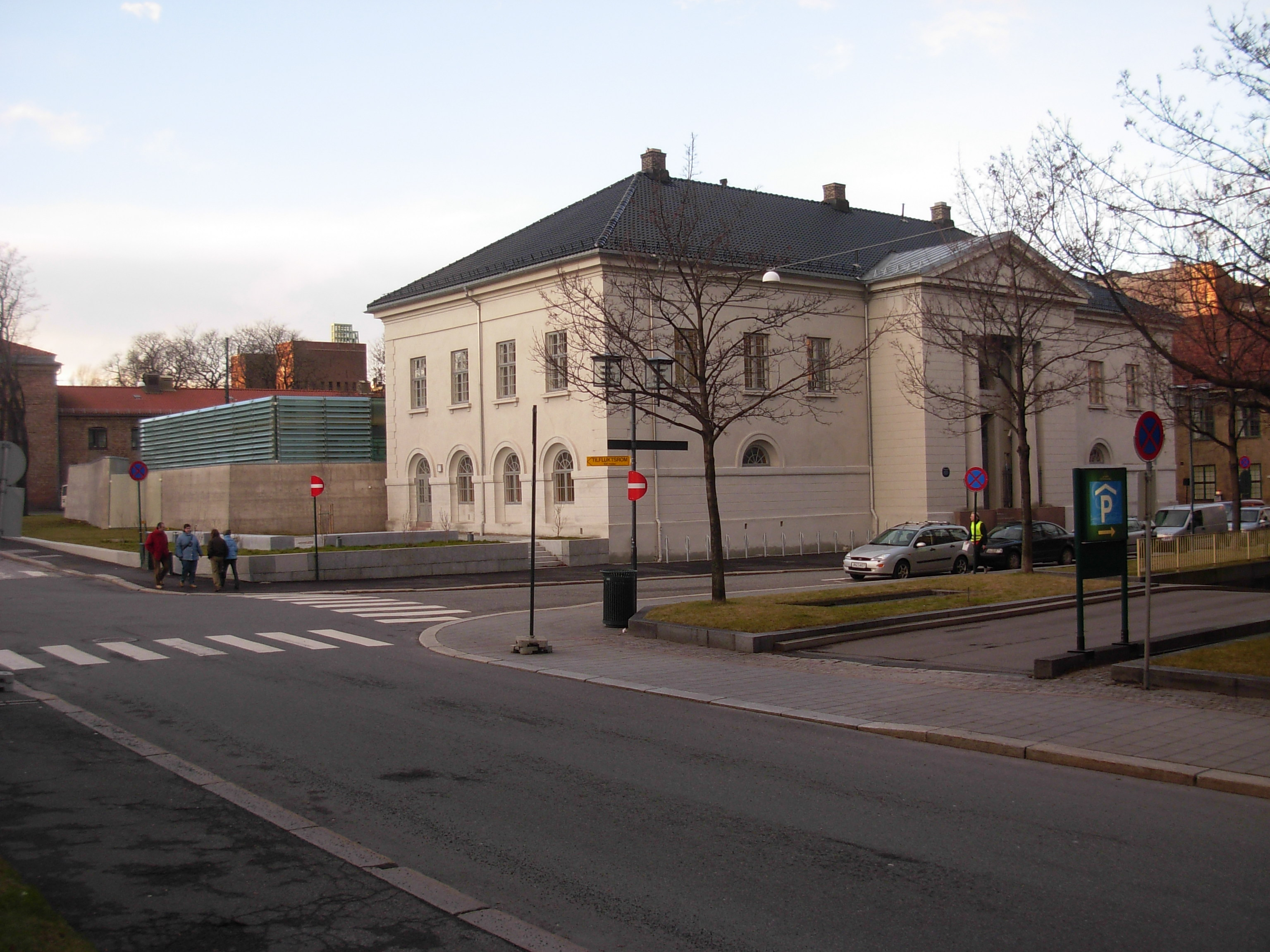
Museu Nacional de Arquitectura.

O Museu Nacional de Arte, Arquitetura e Design (em norueguês:  Nasjonalmuseet for kunst, arkitektur og design) em Oslo é o museu nacional de arte da Noruega.
Foi estabelecido a 1 de Julho de 2003 através da fusão do Museu Nacional de Arquitectura, do Museu Nacional de Artes Decorativas e Design, do Museum Nacional de Arte Contemporânea, da Galeria Nacional da Noruega, e das Exposições de Itinerância Nacional (Noruega).
Os seus diretores foram Sune Nordgren (2003–2006), Anne Kjellberg (2006–2007), Allis Helleland (2007–2008), Ingar Pettersen (2008–2009) e Audun Eckhoff (2009–presente). Os presidentes do conselho de administração foram Christian Bjelland (2002–2008) e Svein Aaser (2008–presente).

A sua coleção inclui uma das versões do O Grito (pintura) de Edvard Munch.

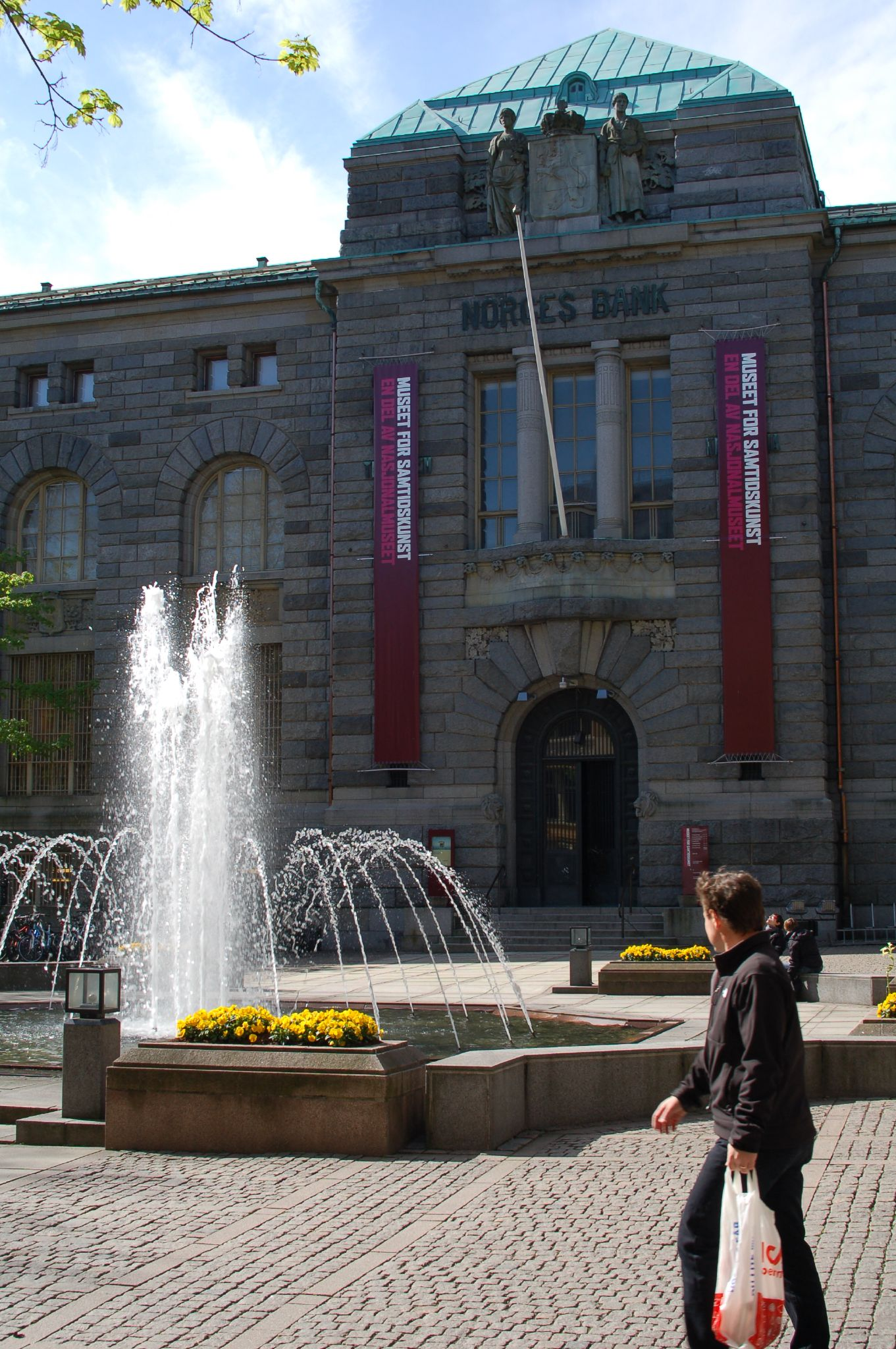
Museu de Arte Contemporânea.